# Tom Oakley
Tom Oakley es un actor y comediante australiano, más conocido por haber interpretado a Jason Connors en la serie Out of the Blue.

## Biografía
En el 2006 estudió en la Universidad de Tecnologías de Queensland.

## Carrera
En el 2008 apareció como invitado en la exitosa y popular serie australiana Home and Away donde interpretó a Greg Doherty, un joven que intenta atacar a Martha Stewart. Ese mismo año se unió al elenco de la primera temporada de la serie Out of the Blue donde interpretó a Jason Connors. 
En el 2009 apareció como invitado en varios episodios de la serie médica All Saints donde dio vida a Ian Kingsley, el exnovio abusivo de la enfermera Claire Anderson (Ella Scott Lynch).
En el 2011 apareció en un episodio de la también serie médica Doctors donde interpretó a Steve Tyrrell.
En el 2015 apareció como invitado en la exitosa y aclamada serie norteamericana American Horror Story donde dio vida a Jesse durante el episodio "Flicker".

## Filmografía

### Series de televisión
| Año  | Serie                 | Personaje     | Notas                           |
| ---- | --------------------- | ------------- | ------------------------------- |
| 2015 | American Horror Story | Jesse         | episodio "Flicker"              |
| 2014 | Black Comedy          | Invitado      | 2 episodios                     |
| 2012 | Banged Up Abroad      | Nigel Brennen | episodio "Nightmare in Somalia" |
| 2011 | Doctors               | Steve Tyrrell | episodio "You Gotta Have Faith" |
| 2010 | I Rock                | Kyle          | episodio "Band on the Run"      |
| 2009 | All Saints            | Ian Kingsley  | 7 episodios                     |
| 2008 | Out of the Blue       | Jason Connors | 35 episodios                    |
| 2008 | Home and Away         | Greg Doherty  | episodio # 1.4565               |

### Películas
| Año  | Título                              | Personaje       | Notas |
| ---- | ----------------------------------- | --------------- | --- |
| 2015 | Talk to Someone                     | Tom             | corto - junto a Josef Ber, Vanessa Buckley, Cheree Cassidy, Yure Covich, Aaron Glenane y Jason Montgomery  |
| 2014 | Awkward Horse                       | Jo Cruzwix Jnr. | corto - junto a Emily Rose Brennan, Guy Edmonds y John Shrimpton                                           |
| 2013 | Relationship Status                 | Tom             | corto - junto a Caleb Alloway, Gabrielle Purtill y Lizzie Schebesta                                        |
| 2010 | The Distance Between                | Troy            | corto - junto a Sandra Eldridge, Arden Engler, Darien Engler y Rob Flanagan                                |
| 2008 | Emerald Falls                       | Davo            | junto a Georgie Parker, Catherine McClements, Ella Scott Lynch, Oliver Ackland, Steve Peacocke y Tom Green |
| 2008 | Unseen                              | Detective       | junto a Abigail Campbell, Celeste Cotton y Jennifer Godwin                                                 |
| 2007 | All My Friends Are Leaving Brisbane | Hombre Yuppie   | junto a Charlotte Gregg, Matt Zeremes, Ryan Johnson, Cindy Nelson y Gyton Grantley                         |

### Teatro
| Año  | Obra       | Personaje | Director         | Teatro          | Notas                 |
| ---- | ---------- | --------- | ---------------- | --------------- | --------------------- |
| 2014 | Lobby Hero | Jeff      | Kenneth Lonergan | Old 505 Theatre | junto a Shari Sebbens |